# Métropolinat de Kiev
Ne doit pas être confondu avec Église orthodoxe d'Ukraine.

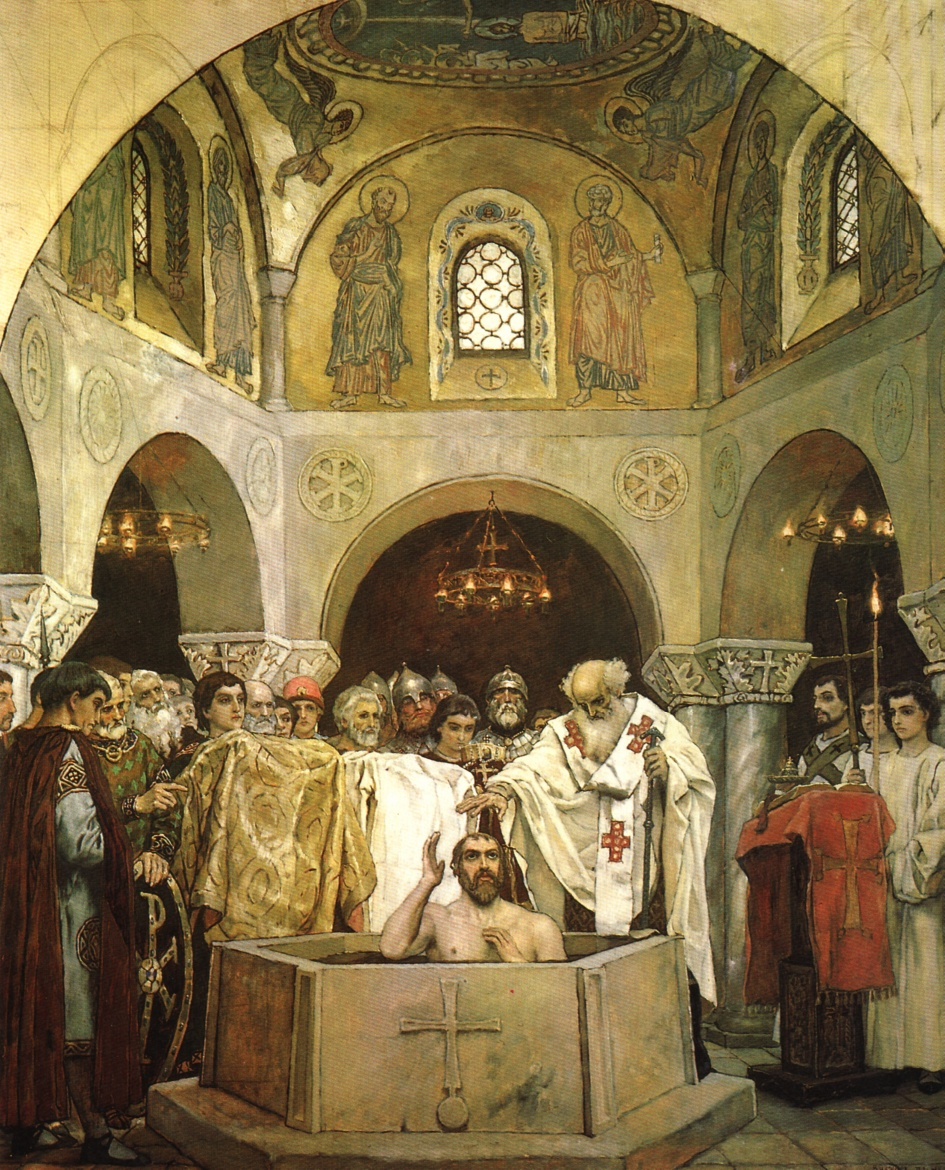
Représentation du baptême du prince Vladimir Ier
par Viktor Vasnetsov (1848–1926), fresque de la cathédrale Saint-Vladimir de Kiev, 1890

L'Église de Kiev et de toute la Rus' ou métropolinat de Kiev et de toute la Rus' est une Église historique qui se développa dans l'État de la Rus' de Kiev (et plus largement en Ruthénie). Selon la tradition, son origine remonterait au baptême du prince Vladimir Ier le Grand en 988, même si le christianisme était implanté dans la région bien avant.
Elle demeura dans la juridiction du patriarcat de Constantinople jusqu'à la fin du XVIe siècle.
Plusieurs Églises actuelles se revendiquent comme étant héritières directes ou indirectes de l'ancienne Église de Kiev :
- le patriarcat de Moscou et de toute la Rus'
- les différentes Églises orthodoxes d'Ukraine et de Biélorussie dont l’Église orthodoxe d'Ukraine, unifiée en 2018
- l'Église grecque-catholique ukrainienne
- les différentes Églises ruthènes
- les Églises orthodoxes et grecques-catholiques de Pologne, de Slovaquie et de Lituanie.

## Histoire
En 991, la métropole de Kiev et de toute la Rus' est créée par le Patriarcat de Constantinople.
En 1240, Kiev est prise et détruite par les Mongols de Batu. En 1299, le siège de la métropole de Kiev est transféré à Vladimir en Moscovie avec maintien du titre de Kiev.
En 1303, la métropole de Galicie est créée pour les besoins des orthodoxes de la principauté de Galicie-Volhynie. En 1316, la métropole de Lituanie est créée pour les besoins des orthodoxes du grand-duché de Lituanie.
En 1325, le siège de la métropole de Vladimir est transféré à Moscou avec maintien du titre de Kiev. En 1448, pendant la guerre de Succession moscovite, le métropolite Jonas déclare l'autocéphalie de la métropole de Moscou. Les primats abandonnent progressivement le titre de Kiev pour prendre celui de métropolite de Moscou et de toute la Russie. En 1589, l'autocéphalie du patriarcat de Moscou et de toutes les Russies est reconnue par le patriarcat de Constantinople qui l'élève au rang de patriarcat.
En 1595-1596, l'union de Brest marque l'union de la métropole de Kiev avec l'Église catholique. En 1620, une hiérarchie orthodoxe est reconstituée dans la république des Deux Nations.
En 1667, Kiev et l'Ukraine orientale passent sous la domination de la Russie par le traité d'Androussovo. En 1686, le patriarcat de Moscou prend sous sa juridiction la métropole de Kiev avec l'accord de Constantinople.

## Organisation

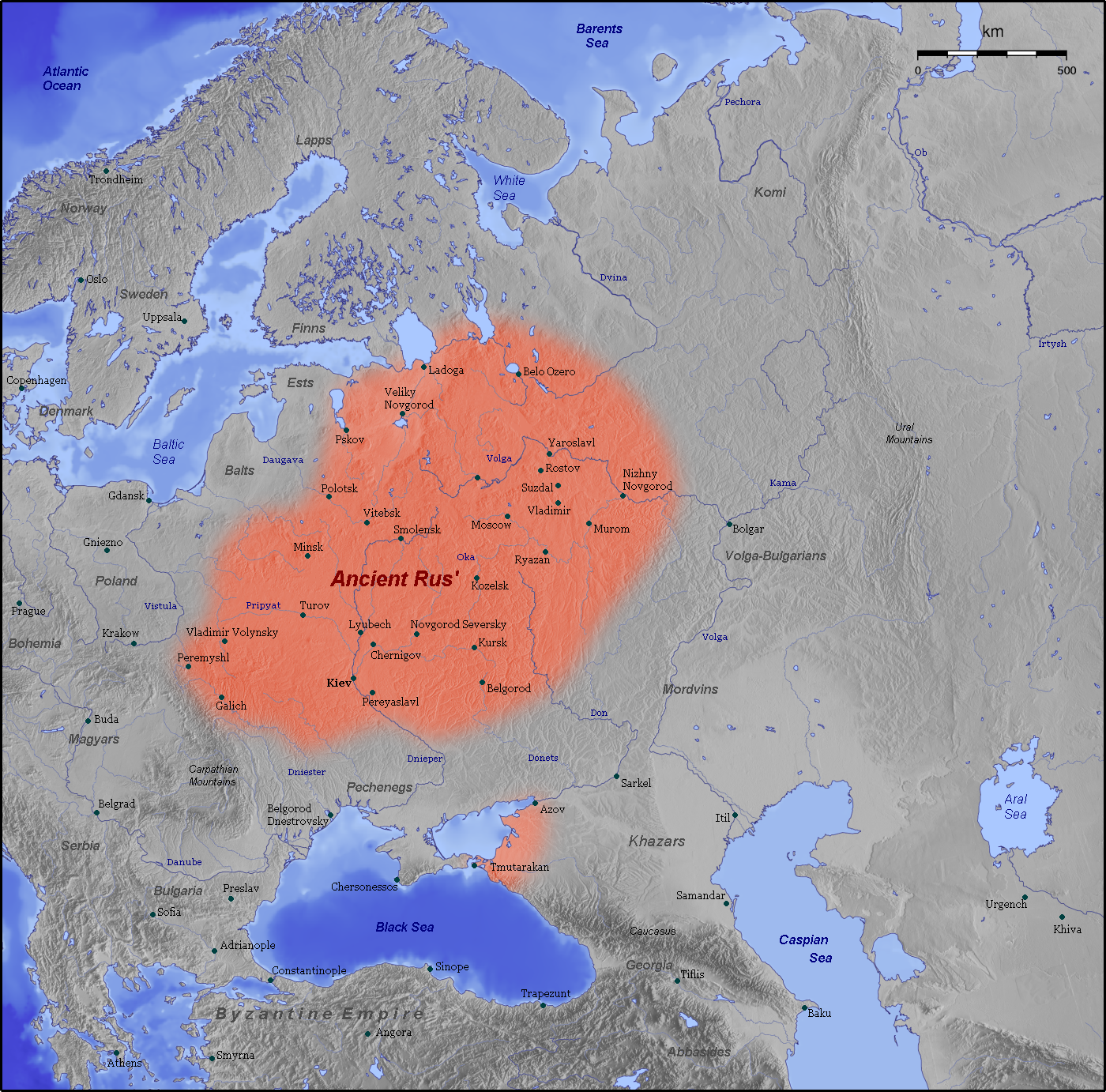
Carte de la Rus' de Kiev

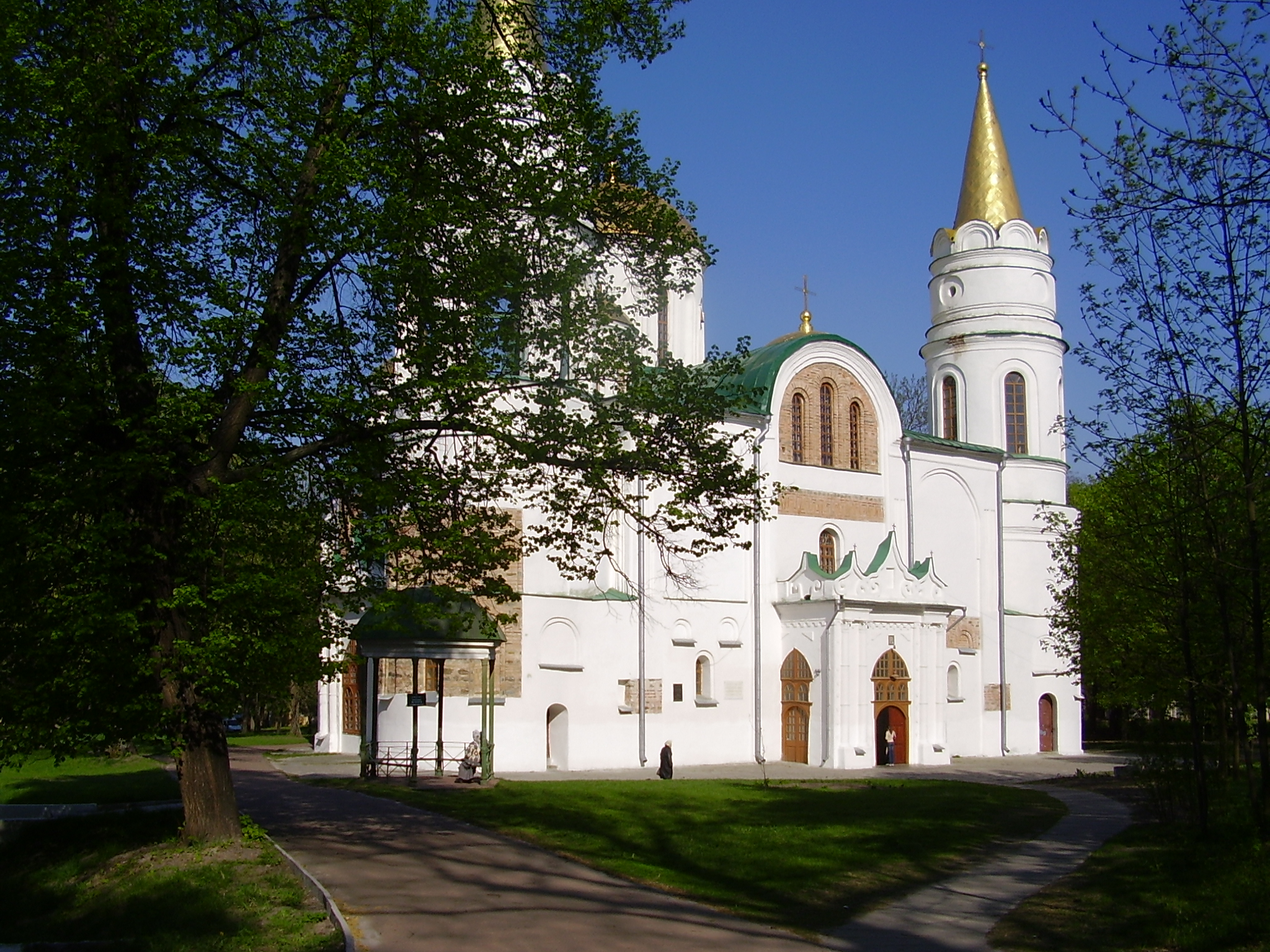
Cathédrale de Tchernihiv

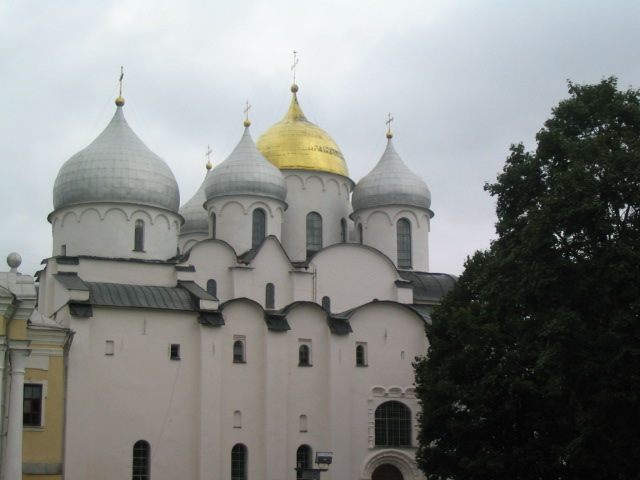
Cathédrale de Novgorod

Le siège de l'Église fut d'abord Pereïaslav-Khmelnytskyï avant d'être Kiev.
Dans les premiers temps de son histoire, la métropole de Kiev et de toute la Rus' comptaient les éparchies suivantes :
- Sur le territoire de l'actuelle Ukraine :
  - Éparchie de Tchernihiv
  - Éparchie de Belgorod
  - Éparchie de Volodymyr
- Sur le territoire de l'actuelle Russie :
  - Éparchie de Novgorod
  - Éparchie de Rostov
  - Éparchie de Tmoutarakan
- Sur le territoire de l'actuelle Biélorussie :
  - Éparchie de Touraw
  - Éparchie de Polotsk

## Liste des métropolites

### Métropolites de Kiev (des origines à l'union de Brest)
- Michel Ier 988-992
- Léonce 992-1008
- Jean Ier 1019-1035
- Theopemptus 1035-1049
- Cyrille Ier, années inconnues : entre ?1039-?1051[2]
- Hilarion 1051-1055
- Ephraim 1055-1061
- Georges 1062-1073)
- Jean II 1077 (80)-1089
- Jean III 1089-1091
- Nicolas 1097-1101
- Nicéphore Ier 1104-1121
- Nicetas 1122-1126
- Michel II 1130-1145
- Clément (Smolyatych) 1147-1159
- Constantin Ier 1156-1159
- Théodore 1161-1163
- Jean IV 1164-1166
- Constantin II 1167-1169
- Michel III 1171
- Nicéphore II 1182-1198
- Matthieu 1200 (01)-1220
- Cyrille Ier, dit « le Bienheureux », 1225-1233
- Joseph 1237-1240
- Cyrille II 1247-1281
- Maxime 1285-1305
- Pierre 1308-1326
- Theognostus 1328-1353
- Alexis (Byakont) 1354-1378
- Michel (Mytiay) 1378-1380
- Cyprien 1380-1406 
  - Pimen 1382-1384 ?
  - Dionysius 1384-1385 ?
- Photius 1409-1431
- Gérasime 1433-1435
- Isidore 1437-1441
- Jonah (Odnoushev) 1442 (43)-1461
- Grégoire II (Bulgare) 1458-1472
- Spyridon 1475-1482
- Symeon mentionné en 1481-1488
- Jonah (Glezna) mentionné en 1492
- Macaire 1495-1497
- Joseph (Bolgarynovich) 1498-1501
- Jonah 1503-1507
- Joseph (Soltan) 1508-1521
- Joseph (Rusin) 1522-1533
- Macaire (Moskvytianin) 1534-1555
- Sylvestre (Bel'kevich) mentionné en 1556-1567
- Jonah (Protasevich) 1568-1577
- Elijah (Kucha) 1577-1579
- Onesiphorus (Devochka) 1579-1589
- Michel (Rahoza) 1589-1596 (ensuite uniate, meurt en 1599)